# Chu Berry

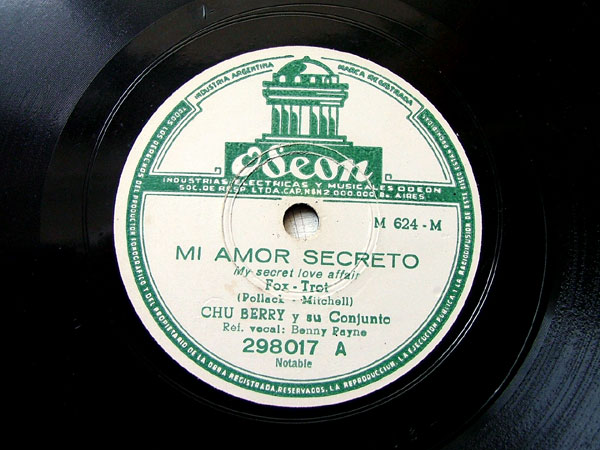
Płyta szelakowa wydana przez argentyńską filię wytwórni Odeon z piosenką My Secret Love Affair, śpiewaną przez Benny’ego Payne’a z towarzyszeniem zespołu „Chu” Berry’ego

Leon Brown Berry, ps. „Chu” (ur. 13 września 1908 w Wheeling, zm. 30 października 1941 w Conneaut) – afroamerykański saksofonista jazzowy.

Coleman Hawkins: „Chu” był prawie najlepszy.

## Życiorys
Pochodził z dość zamożnej rodziny. Jego rodzicami byli Brown i Maggie Glasgow. Miał bardzo muzykalną siostrę przyrodnią, Ann, pianistkę w triu jazzowym, które odbywało próby w ich domu i prawdopodobnie dzięki temu sam został muzykiem.
Sięgnął po saksofon zainspirowany grą usłyszanego na koncercie Colemana Hawkinsa. W liceum Lincolna, do którego uczęszczał, grał na saksofonie altowym na szkolnych potańcówkach. Towarzyszyła mu siostra na fortepianie. W Wheeling także po raz pierwszy wystąpił w dużej, piętnastoosobowej orkiestrze. Po rozpoczęciu studiów w West Virginia State College w Charleston również występował w dużym zespole uczelnianym. Po roku porzucił studia i latem 1928 wrócił w rodzinne strony. Dołączył do „najbardziej swingującego zespołu jazzowego w okolicy” Perry’s Broadway Buddies. Grupa regularnie występowała na starych stanowych terenach targowych na miejskiej Wheeling Island i w starej tawernie U Henry’ego Claya, niedaleko osady West Alexander.
W 1929 otrzymał pierwszy znaczący angaż, zostając członkiem orkiestry pianisty i organisty Sammy’ego Stewarta. Zamienił wówczas saksofon altowy na tenorowy. Stało się tak zarówno ze względu na potrzeby zespołu, jak i spotkanie z Cecilem Scottem, saksofonistą tenorowym, z którym okazjonalnie występował. W 1930 zamieszkał na stałe w Nowym Jorku.
Grał w najlepszych big-bandach epoki swingu, prowadzonych przez legendarnych liderów takich jak Fletcher Henderson, Benny Carter, Count Basie i Cab Calloway. Dla orkiestry Hendersona skomponował przebój Christopher Columbus ze słowami Andy’ego Razafa. Natomiast najdłużej, bo od 1937 do przedwczesnej śmierci, grał w orkiestrze Caba Callowaya. Ponadto występował jako sideman w mniejszych formacjach, firmowanych przez m.in. Bessie Smith, Lionela Hamptona, Roya Eldridge’a, Billie Holiday i Teddy’ego Wilsona. Dokonywał z nimi także licznych nagrań. Od czasu do czasu i niedługo prowadził również własne zespoły. W 1937 i 1938 amerykańskie czasopismo muzyczne „Metronome” nominowało go w swoim corocznym plebiscycie do Orkiestry Gwiazd (All-Star Band).

„The New Grove Dictionary of Jazz”: Berry pozostawał pod silnym wpływem Colemana Hawkinsa, ale szybko wypracował własny, charakterystyczny styl. (...) Jego brzmienie było mniej zmysłowe niż Hawkinsa, a wyobraźnia melodyczna nie tak płodna, ale nie ustępował starszemu saksofoniście pod względem wyrafinowania harmonicznego i przewyższał go, jeśli chodzi o swing i drive. Berry był niedościgły w grze w szybkich tempach. Wtedy najbardziej ujawniała się jego nadzwyczajna kontrola oddechu, nieomylne wyczucie czasu i mocny, równy ton instrumentu.

Zmarł mając 33 lata wskutek pęknięcia czaszki i obrażeń wewnętrznych odniesionych w wypadku drogowym, który wydarzył się ok. 24 km od Conneaut w stanie Ohio. Samochód wiozący go razem z członkami orkiestry Callowaya na występy w kanadyjskim Toronto wpadł podczas gęstej mgły w poślizg i uderzył w końcowy fragment stalowego mostu. Po przewiezieniu do rodzinnego Wheeling został pochowany na tamtejszym cmentarzu Penisula. W 1964 ze względu na budowę tunelu w części tej nekropolii jego grób przeniesiono na Greenwood Cemetery.

### Małżenstwo
Miał żonę o imieniu Geraldine.

## Pseudonim
Wg amerykańskiego krytyka jazzowego i pisarza Gary’ego Giddinsa muzycy nazywali Berry’ego „Chu” albo dlatego, że przygryzał (chew – gryźć, żuć) ustnik saksofonu, albo ze względu na jego wąsy à la Fu Manchu.

## Wybrana dyskografia

### Jako lider
- 1959 Chu Berry (Commodore)
- 1965 Sittin’ In (Mainstream)
- 1990 Berry Story (EPM Musique)
- 2014 Chu – Chu Berry and His Stompy Stevedores (PSP)
- 2016 Chu Berry – Remastered Collection
- 2018
  - Chu Berry – The Columbia And Victor Sessions, Vol. 1 (Legacy)
  - Chu Berry – The Columbia And Victor Sessions, Vol. 2 (Legacy)
- 2019 Chu Berry – The Columbia And Victor Sessions, Vol. 3 (Legacy)

### Jako sideman
- 1992 Count Basie – The Original American Decca Recordings, (Decca)
- 1995 Dizzy Gillespie – The Complete RCA Victor Recordings (Legacy)
- 2002 Fletcher Henderson – The Quintessence – New York–Chicago 1924–1936 (Frémeaux & Associés S.A.)
- 2003 Teddy Wilson – The Quintessence – New York–Chicago 1933–1950 (Frémeaux & Associés S.A.)
- 2007 Lionel Hampton – The Complete Lionel Hampton Victor Sessions 1937–1941 (Mosaic) – 5 CD
- 2012 Billie Holiday – The Billie Holiday Collection 1935–42 (Acrobat)

Zestawienie wg dat wydania płyt

## Upamiętnienie
W 1998 został wprowadzony do Panteonu Sław Miasta Wheeling.